# David Hafemeister
David Walter Hafemeister (* 1. Juli 1934 in Chicago; † 31. März 2023) war ein US-amerikanischer Physiker und Rüstungsexperte.
Hafemeister studierte Maschinenbau an der Northwestern University mit dem Bachelor-Abschluss 1957 (danach war er 1957/58 Ingenieur im Bereich Teilchenbeschleuniger am Argonne National Laboratory) und Physik an der University of Illinois mit dem Master-Abschluss 1960 und der Promotion 1964. Als Post-Doktorand war er bis 1966 am Los Alamos National Laboratory. Er war ab 1966 Assistant Professor an der Carnegie Mellon University und ab 1969 Associate Professor und ab 1972 Professor für Physik an der California Polytechnic State University in San Luis Obispo, an der er 2000 emeritiert wurde.
Er war mit dem Center for International Security and Cooperation der Stanford University verbunden und beriet den US-Senat über Proliferation von Kernwaffen und waffenfähigem Material und das amerikanische Außenministerium und die Rüstungskontrollbehörde. 1975 bis 1977 war er Wissenschaftsberater von Senator John Glenn.
Als Physiker befasste er sich mit Festkörperphysik (zum Beispiel elektronische Struktur von Alkalihalogeniden) und Kernphysik, unter anderem unter Anwendung des Mößbauer-Effekts. Neben Rüstungsfragen befasste er sich mit anderen gesellschaftlich relevanten Fragen wie Energie, saurem Regen und globaler Erwärmung.
1971 und 1980 war er Gastwissenschaftler in Groningen, 1973 am Argonne National Laboratory, 1983/84 am MIT und 1985/86 am Lawrence Berkeley National Laboratory.
Von ihm stammten zahlreiche Veröffentlichungen zu Fragen der Abrüstung und Rüstungskontrolle.
1996 erhielt er den Leo Szilard Lectureship Award. Er war Fellow der American Physical Society, der American Association for the Advancement of Science (deren Congressional Fellow er war) und Mitglied der Federation of American Scientists. Er war Study Director für Rüstungskontrollfragen der National Academy of Sciences.

## Schriften
- mit A. Buffa, R. Brown: Physics for Modern Architecture, Paladin House, Lake Geneva 1983
- mit D. Schroer (Hrsg.): Physics, Technology and the Nuclear Arms Race, American Institute of Physics (AIP) Conf. Series, New York 1983
- mit H. Kelly, B. Levi (Hrsg.): Energy Sources: Conservation and Renewables, AIP Conf. Series, New York 1985
- mit Kosta Tsipis, P. Janeway:  Arms control verification : the technologies that make it possible, Pergamon-Brassey`s Intern. Defense Publ. 1986
- als Herausgeber: Physics and Nuclear Arms Today, AIP, New York 1991 (aus Physics Today)
- Herausgeber mit B. Levi, R. Scribner: Global Warming: Physics and Facts, AIP Conf. Series, 1991
- Science and Society Tests, San Luis Obisco 1988 (Reprint der Reihe aus American Journal of Physics)
- Herausgeber mit B. Levi, M. Levine, P. Schwartz:  Physics of Sustainable Energy: Using energy efficiently and producing it renewably, AIP Conf. Proc.,2008
- mit D. Kamman, B. Levi, P. Schwartz: Physics of Sustainable Energy Revisited, AIP Conf. Proc. 2011
- Herausgeber: Biological effects of low-frequency electromagnetic fields, American Association of Physics Teachers 1998
- Physics and Societal Issues: Calculations on National Security, Environment and Energy, Springer 2007
- mit Kosta Tsipis, Joseph Romm: Joseph Romm: The Verification of Compliance with Arms-Control Agreements, Scientific American, März 1985
- mit A. Rosenfeld: Energy-Efficient Buildings, Scientific American, April 1988
- mit S. Aftergood, O. Prilutsky,J. Primack, S. Rodionov: Nuclear Power in Space, Scientific American, Juni 1991
- Nuclear Proliferation and Terrorism in the Post-9/11 World, Springer 2016